# Anemone chapaensis
Anemone chapaensis är en ranunkelväxtart som beskrevs av François Gagnepain. Anemone chapaensis ingår i släktet sippor, och familjen ranunkelväxter. Inga underarter finns listade i Catalogue of Life.